# 利蘭勝利二型
利蘭勝利二型（英語：Leyland Victory Mk 2）是英國利蘭於1978年至1981年生產的雙層巴士，為佳牌勝利J型的後繼產品，為香港獨有車型。1980年代初至1990年代中，為香港主力巴士型號之一。
勝利二型屬前置引擎設計，車內噪音較為大，溫度較高。而勝利二型地台相對高，乘客上落車比較不便。
由於勝利二型的前置引擎設計，上斜表現遠比當年的後置引擎巴士為佳。
勝利二型配有吉拿6LXB引擎及Voith DIWA 851全自動波箱；亦配備了液壓輔助方向盘（風油軚），轉彎較此前款式巴士省力。

## 背景
踏入1970年代，香港人口持續急遽增長，市民對公共交通需求有增無減。巴士公司在1970年代初期積極增購新巴士，以應付龐大需求。但是，英國本土在1960年代末起全面推行「一人控制」的巴士模式，加上當時英國政府為巴士廠商提供補貼，令英國的巴士生產商都放棄了前置引擎巴士的生產線，改為全面發展適合一人控制的後置引擎巴士。
面對人口增長及海底隧道通車的壓力下，又受制於香港當時的法例，限制專利巴士公司只可購買英聯邦地區製造的巴士，中巴及九巴便先後從英國購入336輛及450輛，屬於第一代後置引擎的珍寶雙層巴士，並希望仿效英國，在香港推行一人控制巴士模式以減低營運成本。可是，珍寶巴士在使用了一段時間後出現了「水土不服」現象。巴士在長期超載的情況下，底盤副架及傳動軸經常不勝負荷而斷裂；引擎及細小的散熱水箱都擠在車尾的引擎室，雖然車廂環境較前置引擎巴士寧靜，但引擎冷卻系統的散熱水箱散熱效能不良，香港又位處亞熱帶，夏天天氣炎熱，珍寶巴士的引擎散熱水箱在炎夏很容易「水滾」；而且珍寶巴士亦缺乏駛上斜路的耐力，持續攀斜令引擎過熱的問題更為嚴重，但香港的地勢山多平地少，珍寶巴士難以避開攀斜的路線。尤其是在1970年代開始，港英政府全力發展新界新市鎮，及發展港島東區及南區。當年有很多來往市區和這些新發展區的巴士路線，都面對地勢阻隔，早年又未建成現有的行車隧道或可替代的高速公路，巴士無可避免需要「攀山越嶺」，如途經大埔公路、青山公路、獅子山隧道九龍塘入口、薄扶林道、黃泥涌峽道、南風道及柴灣道，有部分山路更是彎多路窄，一旦發生壞車就十分麻煩，因此各巴士公司便認為前置引擎巴士在當時始終是一個比較可靠的選擇。在青黃不接的情況下，除了引進二手的前置引擎巴士解決車源不足的同時，亦持續要求英國巴士生產商提供一款前置引擎、可作一人控制模式及高載客量的雙層巴士供香港使用。在這個背景之下，「勝利二型」的基本概念便構成了。
在1980年代之前，法例規定巴士公司必需購買英國或英聯邦國家生產的巴士，以保障英國工業利益。可是，英國的巴士製造商都已經停產了前置引擎巴士，令香港的巴士公司十分困擾。當年，中巴因面對車源不足、旗下的珍寶巴士又不適應香港的運作環境，於是在1974年開始試用其他巴士，例如英國都城嘉慕威曼和瑞典斯堪尼亞（Scania）合作生產的「大都會型」（Metropolitan）、蘇格蘭生產的「艾莎富豪B55」及印度生產的「Ashok Leyland泰坦ALPD1/1」，因為這些車型都各自有的問題，中巴試用後並不滿意，直至九巴在1976年從南非購入4輛「佳牌勝利J型」樣辦車試用，雖然此型車也有明顯的缺點，但最終促成勝利二型的誕生。

## 佳牌勝利J型
勝利二型的底盤的發展可追溯至佳牌勝利J型單層巴士。1976年，南非的一家巴士車身製造公司（BUSAF）向南非利蘭巴士公司購買了若干的勝利J型底盤，對底盤進行修改後裝上自家打造的雙層巴士車身，這款雙層巴士續以「勝利J型」命名，之後被安排在南非開普敦服役。
九龍巴士當年為尋求新型號的前置引擎巴士，輾轉去到南非開普敦，發現這批前置引擎巴士的設計可配合一人控制，跟九巴的要求不謀而合，便向南非巴士公司洽購這4輛巴士到香港試用。這4輛現成的巴士（編號G1-G4）都安裝了吉拿6LX引擎及利蘭SCG半自動波箱。九巴先把4輛巴士投放到過海隧道巴士112線，其後全數轉移至40號線。九巴在實際載客試用後，認為佳牌勝利J型的設計概念符合要求，但畢竟這是一款由南非車身廠自行在單層巴士底盤裝上雙層巴士車身的“併裝車”，巴士的地台過高，操控性亦欠佳，所以九巴沒有大量採購。九巴原計劃從南非利蘭購買兩個勝利J型底盤，然後自行改良及安裝雙層巴士的車身。然而在同一時期，英國丹尼士車廠提供了4輛「丹尼士喝采型」供九巴試用，這4輛巴士的設計概念跟勝利J型非常相似，但採用了馬力更大的吉拿6LXB型引擎，並配用Voith DIWA 851全自動波箱，還附有減速器，而且有較低的地台及較高的載客量，九巴試用這4輛喝采型後感到滿意，於是一口氣向丹尼士車廠訂購了50輛喝采型底盤（其中一部為空調試驗車），並配上「亞歷山大」設計的車身。

## 勝利二型的誕生
九巴這些購買丹尼士喝采型的舉動令利蘭車廠感到壓力。在1950年代利蘭率先推出後置引擎巴士，英國政府亦鼓勵或津貼巴士公司購買適合一人控制的巴士。由於當年只有後置引擎巴士適合一人控制模式，令英國巴士公司傾向購買後置引擎巴士，加間接令巴士生產商停產前置引擎巴士。再加上當年英國利蘭汽車公司收購了多間大型巴士製造商如「丹拿」、「AEC」、「佳牌」等，雖然令英國利蘭在英國市場「一廠獨大」，但由於未能提供合適車型給香港市場，在沒有預計香港市場對後置引擎產品出現排擠下，令香港的巴士公司先後試用其他車廠的前置引擎巴士產品，利蘭在香港的市場佔有率此時亦急劇下降。加上「勝利J型」及「喝采型」巴士的出現，令利蘭終於決定重新推出前置引擎巴士。
為了早日打入市場，原先利蘭打算引入「佳牌亞拉伯六型」的設計，但這種不能滿足一人控制巴士的設計不獲巴士公司接納，於是利蘭改為依照「勝利J型」設計加以改良，並採用了跟「喝采型」巴士一樣的機械配搭及委託亞歷山大車身公司設計勝利二型的「KB型」車身，新車命名為「利蘭勝利二型‧第二系列」。利蘭勝利二型誕生後，九巴便把原先兩輛「勝利J型」的訂單，連同最後一批共150輛「珍寶巴士」的訂單改為勝利二型。
首輛勝利二型於1978年出廠並於蘇格蘭「亞歷山大」車身廠裝嵌車身，隨即被安排作各種測試，其間曾出席英國的商用車車展。1979年初，這輛巴士連同第一批勝利二型底盤經水路由英國運往香港，來港後通過運輸處的驗車程序，於同年5月25日獲發出車牌號碼BY8415及九巴車隊編號G5後，隨即投入服務。
利蘭車廠生產了716輛勝利二型，當中只有九巴頭兩輛巴士是在英國組裝車身後，以完整新車付運抵港（G5及空調樣辦車CM3879）。九巴的其餘的勝利二型都是在當年新落成的屯門車廠組裝成型，而勝利二型也是屯門裝嵌廠首批組裝的車型，而中巴的勝利二型（包括樣辦車LV1）則在北角車廠組裝。新大嶼山巴士（嶼巴）因為沒有雙層巴士的組裝工場，所購買的勝利二型，分別由九巴、香港聯合船塢及在新加坡組裝車身。九巴及嶼巴的勝利二型，與及中巴首147輛的勝利二型（LV1-LV147）俱為亞歷山大（Alexander）車身，中巴最後20輛（LV148-LV167）則採用都普金屬部件（Duple Metsec）車身，外貌與九巴後期版的喝采型巴士（N214-N363）極為相似。

## 使用狀況
九巴在1979年至1983年間分四批引入540輛全新的利蘭勝利二型（編號為G5-G544），當中九巴的G5（全球第一部投入服務的勝利二型）及空調版本（後來的G544）都是在蘇格蘭裝嵌亞歷山大車身後才來港。中巴購入167輛（編號為LV1-LV167），新大嶼山巴士亦購入9輛（包括從九巴引入的兩輛暫未領取牌照的新巴士，後來新大嶼山巴士更從九巴引入6輛二手勝利二型巴士）。

### 九巴
在全盛時期的1980年代，九巴共有500多輛勝利二型行走港九、新界。早年，九巴的勝利二型都肩負起過海線的高載客量重任。由於當年其他車型的性能都未能應付新界區的道路環境，因此勝利二型亦是當年來往新界各新市鎮及市區、及其他新市鎮接駁地鐵站的主力。
服役期
觀塘廠/九龍灣廠（K）
九巴的勝利二型最先投入觀塘廠服務，除了服務過海線101及111，亦主力行走一些爬坡路線如藍田、慈雲山一帶路線。由於勝利二型的引擎位於車頭，令車頭及駕駛艙於行車時的溫度頗高。有見及此，九巴曾在21輛巴士（編號G19、G131-G150）試驗性安裝駕駛室空調機，以減低駕駛艙的溫度。這些裝有駕駛室空調系統的巴士，最初是屬於觀塘車廠管轄，主要行走過海線101及111。當九巴大量引進跟勝利二型同期出現的「喝采型」巴士時，勝利二型亦全面撤出觀塘車廠，東九龍及西貢區路線由喝采型掛帥。勝利二型再次踏入觀塘廠，要數到1995年，當屯門公路巴士專線通車時，大批勝利二型被逐出屯門廠，於是部份勝利二型被放回到觀塘廠流放，行走11B等低客量路線，這代表勝利二型已經不屬於主流車款，回到觀塘廠只代表勝利二型已經踏入衰退期。但勝利二型在觀塘廠服務的日子並不長，隨著原本留在屯門廠的勝利二型退役，觀塘廠的勝利二型便返回屯門廠，而勝利二型在觀塘廠服務的日子便劃上句號。
當大型的三軸巴士在80年代中期大量抵港後，勝利二型迅即在隧道線退下來，轉為服務來往新市鎮及市區、新市鎮之間及郊區路線。
屯門廠（U）
勝利二型在新市鎮路線早年佔有非常吃重的角色，當年來往市區至屯門、元朗、上水、大埔等的路線客量非常大，九巴特別投放大量勝利二型行走這些路線，計有60、60M、66、66M、68、70、72、72A、72B、74A等。直至80年代中期，九廣鐵路電氣化及吐露港公路通車，部份勝利二型也被安排行走東鐵接駁路線，如71K、71A、71B、72K，及行走新界區內線及鄉郊路線如64P、64K、65K、73、73K、74K、75K、76K、77K、78K、79K。這些行走新界東部的勝利二型，一直是以上路線的主力車型，直至這些勝利二型退役之前，都沒有被其他巴士取代。但勝利二型在新界西的角色，在往後十多年間很快已被改變。在1995年，屯門公路巴士專線通車，大批區議員嫌勝利二型速度太慢，要求九巴用其他型號的巴士來全面取代在屯門公路行走的勝利二型，勝利二型在屯門公路服務的日子便告一段落。至於在其他地區（元朗、上水等）服務的勝利二型，則繼續留守至1998年勝利二型全面退役為止。
另外，為配合大埔富亨邨於1990年入伙，九巴曾將兩部勝利二型巴士（G98/CC5476及G99/CC5621）拆走部份下層近落車門之座位，並增加下層企位數目。
荔枝角廠（L）及沙田廠（S）
勝利二型亦活躍於沙田、荃灣及葵涌/青衣等路線。在八十年代初期，以上地區的派車全是由荔枝角車廠管轄，直至八十年代中期，沙田車廠成立為止。在勝利二型投入服務初期，沙田區已經有勝利二型行走，許多路線如48、70M（現時的80M）、80、81M、82M、85等都是採用勝利二型。八十年代中期，部份來往市區及沙田的路線改由三軸巴士取代，但仍有部份路線如81、86、86B、87等因為客量不多或行經大埔公路等等緣故，長時間仍以勝利二型行走。至於其他的勝利二型則行走區內線如81K、82K、83K等。而當政府開發沙田北部的馬鞍山時，勝利二型亦服務該區來往市區的主要路線如81C、85C、86C等。在荃灣/葵青區內，勝利二型的服務範圍則比較廣闊。由於這些地區土地有限，地勢較低的地方被發展為工業區，因此很多公共屋邨都依山而建（尤其是葵涌區），勝利二型便大派用場。1990年，城門隧道通車，九巴開辦了一系列巴士路線行走城隧路線。雖然城隧路線客量非常大，但有個別路線，包括40X、43X及49X，都是長期使用勝利二型作主力車型，除40X早於1995年左右使用利蘭奧林匹克及富豪奧林比安巴士外，其餘路線均使用至其客量上升，才改以三軸巴士行走。
改善
勝利二型的設計沿自勝利J型。根據九巴的經驗，勝利J型的轉向系統十分差勁，加上特高的地台，令九巴在當年沒有向南非利蘭車廠下更多的訂單。勝利二型是從勝利J型的基礎上作出更多的改善。包括採用馬力更大的引擎及全自動波箱；全面加裝「液壓輔助轉向系統」，令車長更容易操控巴士行走彎多路窄的地段；巴士的地台比勝利J型大幅降低114毫米，雖然地台依然偏高，及車箱通道狹窄，但卻有效控制乘客登車秩序。
由於勝利二型的引擎室就在車廂內前方、駕駛室的旁邊，除了令車箱的噪音過高，最重要是行車時令駕駛室的溫度急升。有見及此，九巴除了將全數勝利二型的駕駛室門安排作搪式車門，以改善車廂通風外，亦曾於八十年代初期試驗安裝駕駛室空調機。可是在試用後效果並不理想，於是於1982年前全數拆除。後來，九巴於車廂下層前半部加裝上吸熱墊，這吸熱墊同時亦有吸音作用。於是，噪音及溫度問題才得以改善。
勝利二型在服役初期，很多乘客及車長都發覺巴士在剎車時發出很大的「嗚嗚」聲，因而引起不少關注。因此，車隊編號G335（車牌CM7723）於1981年11月被運返英國以作為改良研究之用。利蘭廠方設計了一個扣環，扣在巴士的剎車系統上，目的是減少巴士在剎車時與附近的空氣產生共鳴作用。雖然巴士在剎車時依舊會發出「嗚嗚」聲，但噪音程度已大大改善。而這輛G335巴士，亦於1982年7月運回香港繼續服役。
九巴共分4批購入540輛勝利二型，首3批共342輛巴士的引擎入水口是設置在車頭散熱水箱網及車頭擋風玻璃之間，這設計令車頭的擋風玻璃的深度受到有限。為了改善以上情況，「亞歷山大」為巴士作出一些修改。從第二批勝利二型開始（G156-G345），車頭擋風玻璃面積已明顯地被加大，至於最後一批共198部勝利二型的底盤（G346-G543），水箱入水口被移往車內近前閘位置上，這個改動令車頭擋風玻璃面積大大增加，亦令車長駕駛時擁有更良好的視野。
除了駕駛室擋風玻璃，駕駛室艙門亦經歷過若干修改。首批勝利二型（G5-G155）的駕駛艙門採用向後搪的外置式車門，除了令車長在上落車時帶來不便，亦令巴士闊度稍微超出當時香港法定的2.5米限制。因此，從G156開始直至G543，車門均使用內置式「從後至前」的推門。令司機上落車更為方便。
空調
九巴在引入勝利二型時，正值香港政府全面發展以鐵路為主導的集體運輸概念。在構思下，鐵路擁有龐大的載客量、更可靠的班次、低污染及全空調車廂環境。這是香港運輸界的一個革命，尤以後者最為重要。由於政府提出這種構思，令業界都相繼引入空調概念以迎接競爭，當中的表表者便是的士及公共小巴。
九巴早於七十年代中期便開始研究空調巴士的可行性，九巴曾於一部「百福」YRQ單層巴士及「亞比安」VIKING EVK55CL豪華巴士試驗空調系統，可是都以失敗收場。
當九巴於1978年訂購第一批勝利二型及喝采型時，都分別挑選了各一輛底盤試驗安裝空調裝置。這輛勝利二型於1980年在英國安裝上「亞歷山大」車身及Thermo-King空調裝置，隨即於英國進行各種測試，並曾參加於英國倫敦舉行的「香港節」。所以，這輛巴士沒有即時來港，而同樣裝有空調系統的一輛丹尼士喝采型（CF4180），則成為全港第一輛雙層空調巴士。
為了遷就安裝空調系統，這輛巴士的底盤被重新設計。由於車尾加裝空調機的原故，車尾的地台跟普通版的勝利二型不同，是向車尾逐漸地升高。油箱亦被移前，靠近中門位置。「亞歷山大」車身亦需重新改動車尾的設計，下層車尾的窗戶都比較細小，空調機引擎位置加設了多個出風口及氣孔作散熱之用。空調機的位置加設了一塊可開啟的鋁板，以方便維修空調機之用。
這輛姍姍來遲的空調巴士，於1981年2月到港，同年4月3日領牌（CM3879），隨即跟喝采空調巴士一同安排行走206線。跟喝采型的空調巴士一樣，這輛巴士因為安裝了空調機導致車重增加，基於車軸的承重限制，車廂須與取消企位，再加上車廂採用「2+2」式高背座椅，令全車載客量只有75人，不符合經濟效益。九巴曾作出若干改善，可是未能解決問題。面對經營成本過高，九巴於1983年5月將巴士的空調機拆除，這輛巴士改為普通巴士的運作模式，並獲發車隊編號G544及被九巴編為Victory D型，一直行走至1998年3月退役為止。

### 中巴/新巴
中巴的第一輛勝利二型（編號為LV1）在北角裝嵌「亞歷山大」CB型車身後，於1979年10月3日領取行車證（CA9169），隨即被安排行走41號線，應付斜度達1：8的炮台山道。之後中巴便再向利蘭訂購164輛勝利二型，同時，由於利蘭車廠未能提供一輛11米版泰坦型巴士給中巴，結果中巴便將此車的訂單改為兩輛勝利二型，因此中巴的勝利二型共有167輛。
因為港島區山多平地少，中巴的勝利二型都可以盡展所長。而由於當時勝利二型的載客量共有118人，跟珍寶巴士相差不遠。因此，中巴安排一些後期投入服務的勝利二型行走一些較平坦而客量高的路線，所以中巴的勝利二型亦跟九巴一樣，幾乎服務過港島區所有路線甚至過海線。不過，中巴亦同時引進了30輛設計相若的丹尼士喝采型，在港島東區路線分擔勝利二型的角色。
中巴所有配「亞歷山大」車身的勝利二型在使用了一段時間後，被加強了車體結構。而為了減輕車身多餘的重量，中巴拆除了頭尾的巨型防撞桿，車尾部份以鋁片填補空間，不設防撞桿；車頭則以由玻璃纖維製造的假防撞桿代替，並塗上藍色。車隊編號LV138（CR1343）於投入服務初期，配備了利蘭的GB350波箱，可是測試效果不佳，最終於1993年被勝利二型的標準裝置Voith DIWA851波箱取代。
中巴於1981年購買了最後一批共20輛勝利二型（LV148-LV167），這批底盤跟九巴最後一批勝利二型一樣，水箱入水口都設在車廂內，近前閘的位置上。可是，由於當時亞歷山大車身公司要應付數量龐大的訂單，故此這批巴士改用了「都普金屬部件」車身。載客量方面，由於「都普金屬部件」車身比「亞歷山大」車身的稍短及稍窄，因此載客量較少。
另外，雖然勝利二型是有攀爬上太平山的能耐，但由於巴士車身過高的關係，令勝利二型不能通過山頂的渣甸橋而未能服務15號線。
中巴分別在1993年及1995年失去共40條巴士線的專營權，令中巴的車隊規模縮減。中巴車隊內一些老舊的巴士，如「珍寶」（LF）、「倫敦寶」（XF）及佳牌阿拉伯五型巴士（LX）相繼被淘汰。可是，勝利二型不但沒有被中巴放棄，而且被用來取代以上巴士淘汰後的空缺，行走途徑薄扶林道、柴灣道及大潭道等路線。部份勝利二型由於未被編入常規路線，於是被改作後備車，只在繁忙時間用於支援其他路線，甚至曾經支援過全空調巴士的路線。這一角色持續至中巴於1998年完全失去所有路線的專營權，並由新巴接辦為止。
新巴在1998年9月1日接辦中巴餘下的88條巴士路線，並在政府協調下接收中巴餘下的710輛巴士車隊，其中163輛是勝利二型。新巴在開業初期，已多次表示會於未來三年內將旗下所有舊巴士淘汰，以全新的空調低地台巴士服務市民，可是新訂購的巴士交付需時，只有少數新車趕及在新巴接辦中巴路線前抵港。在新巴開始營運初期，勝利二型在新巴的角色仍世襲於中巴年代，如行走途經柴灣道、薄扶林道、香港仔水塘道及大潭道的路線、行走石澳的9號線，以及在清明節及重陽節期間行走歌連臣角的388及389線。

### 新大嶼山巴士
大嶼山在九十年代中以前，依然是一個荒蕪的島嶼。島上的居民不多，而且都分散在島上不同地方，主要是沿海一帶。雖然島上居民對公共交通需求不大，但每逢假日，大量遊客都會前來大嶼山參拜島上的寺廟，及遊覽島上的寶蓮寺、大澳、東涌或在梅窩、塘福等地度假等。當年新大嶼山巴士的車隊規模小，都是小型的單層巴士，如金馬（Commer）、道濟（Dodge）等，只能應付日常的客量，遇上假日不斷增加的大量遊客，車隊便不敷應用。於是，運輸署便有意把雙層巴士引入大嶼山。
繼1977年5月30日，嶼巴向中巴借用了一輛佳牌阿拉伯五型巴士（LS43），以測試雙層巴士行走大嶼山的可行性之後。其後在1980年，嶼巴透過代理商天祥洋行，向利蘭購買了2輛勝利二型。嶼巴第一輛勝利二型，編號LD1（車牌號碼CC9088），於1980年2月1日登陸大嶼山，亦成為嶼巴歷來第一輛登記的雙層巴士。後來為了應付日益增加的假日遊客，嶼巴再向利蘭購入5輛，然而由於利蘭車廠已準備停止生產勝利二型，於是嶼巴便改向九巴購買了2輛未出牌的新車(LD7:CT5251 & LD8:CT5641)，而利蘭車廠則向九巴提供一輛長12米三車軸版本利蘭奧林匹克樣辦巴士（3BL1）作補償。從1985年至1991年間，嶼巴再向九巴購入6輛二手的後期版勝利二型，當中包括全球最後一輛投入服務的勝利二型CY3089（九巴編號G543，入籍嶼巴後編號LD14）。於是，嶼巴一度擁有15輛勝利二型，編號為LD1至LD15。
雖然勝利二型的攀坡性能比同期的後置引擎巴士及上一代前置引擎巴士優異，而且配有全自動波箱，可令車長輕鬆應付大嶼山斜度大及多彎的路段，但當時大嶼山的路面環境很惡劣，東涌道只有單線雙程行車，而且路窄彎多，即使以單層巴士行駛，一旦遇到迎面而來的對頭車，都要經常倒車及駛到山崖的邊緣避讓，雙層巴士遇上這種情況將會更難駛過。來往昂坪的羗山道不但斜度大和曲折多彎，而且路面狹窄，其中一邊是山壁，另一邊是懸崖，一旦遭遇意外，巴士便有墮崖危險，在1973年便曾經發生導致17人死亡的新大嶼山巴士墮崖事故。在種種限制下，嶼巴決定不安排勝利二型行駛這些路線，因此勝利二型在大嶼山的服務範圍只能局限於嶼南道一帶的地區，未能前往大澳、東涌及昂坪等，假日客量頗高的路線，令勝利二型在大嶼山不能盡展所長。嶼巴的勝利二型除了主要行走嶼南道一帶，最重要的任務是在假日期間將滯留在梅窩碼頭的大量遊客接載到石壁或羗山道口，然後由預先等候的單層巴士接收這些乘客，前往昂坪、東涌和大澳等地；同樣地，遊客於回程時，亦會於石壁或羗山道口集合，由勝利二型分批將遊客載到梅窩碼頭乘船離開。

### 城巴
城巴於1993年9月1日接辦中巴的26條路線，但由於當時車源短缺，因此城巴除了引進全新的冷氣巴士及從新加坡引入100輛二手的利蘭亞特蘭大和自九廣鐵路租用二手的都城一型巴士外，亦從新大嶼山巴士引入10輛勝利二型巴士（車隊編號改為36-45），並將這些勝利二型調往行走一些需攀爬斜坡的路線，如73、76及98，更是城巴接辦76線初期的主力用車，因為途經很斜的路段，當時購入的二手利蘭亞特蘭大及都城一型皆不能勝任；雖然新引進的10.4米短陣版利蘭奧林匹克有能力行駛這些攀斜路線，但當時這些新車的數量極為有限，需要優先分配到客量較大的港島南區泳灘和旅遊路線，因此這些二手的勝利二型便成為城巴當時較合適的選擇。
這些二手，甚至是第三手的勝利二型，早期在城巴車隊中除了行走76線及98線外，甚少派往其他路線服務。這些勝利二型都是在城巴接辦港島26條路線前一個星期才運抵香港島，所以來不及改裝便要在9月1日投入服務。因此，大部分城巴的勝利二型在投入服務當天，只以全白色的車身示人，有些甚至仍然是上手用家新大嶼山巴士的色彩（如CX9511，城巴車隊編號42）。過了一段時間後，這些巴士陸續披上全車身廣告，可是卻沒有一輛勝利二型在城巴載客生涯中，塗上城巴標準的黃色車身色彩。隨著更多新購入的空調巴士抵港，勝利二型開始退出第一線改作後備車，以支援如5、5B、48、72B、92及98線等未完全空調化的路線。
在城巴的原本計劃中，勝利二型本應全數在1995年初之前退役，但因應城巴於1995年再投得港島14條原由中巴經營的路線，因此車源再次出現緊張，故此城巴由已停駛的勝利二型當中，選出狀態較佳的三輛，編號37、40、45，復出執行載客任務。這三輛勝利二型復出時，除了如先前支援城巴港島西區及南區尚未空調化的路線外，也偶爾行走當時新投得的港島東區路線85，及赤柱路線73。
隨着新巴士陸續交付城巴，這三輛在客運車隊的勝利二型，最後在1996年內先後退役。

## 嚴重事故
在1980至2000年代，勝利二型是香港大眾最為熟悉的一款巴士型號，皆因九巴及中巴的勝利二型巴士曾經發生多宗重大事故，當中有不少勝利二型巴士在交通意外中因失去平衡而翻側（此處只列出大型意外，中小型意外因為數量太多而無法列出）：
| 涉及勝利二型的重大交通意外列表 | 涉及勝利二型的重大交通意外列表 | 涉及勝利二型的重大交通意外列表 | 涉及勝利二型的重大交通意外列表   | 涉及勝利二型的重大交通意外列表 |
| 意外日期                       | 車隊編號                       | 車牌                           | 行車路線／方向                   | 詳情 |
| ------------------------------ | ------------------------------ | ------------------------------ | -------------------------------- | --- |
| 1980年 12月1日                 | G217                           | CH2048                         | 九巴70號線由佐敦道碼頭往上水方向 | 肇事巴士由彌敦道右轉入窩打老道時為了閃避一輛的士而翻側，造成1死55傷。 |
| 1981年 1月25日                 | G324                           | CM5716                         | 九巴36M號線往梨木樹方向          | 肇事巴士當天早上7時30分左右行駛九巴36M線往梨木樹方向，在青山公路葵涌段右轉和宜合道期間失事翻側，壓毀路邊鐵欄、一支交通燈和一個電箱，巴士車頭玻璃碎裂，車上19人受傷。 |
| 1981年 8月23日                 | G94                            | CC5478                         | 九巴66M號線往屯門方向            | 一輛救護車沿屯門公路往荃灣方向近深井橋失控撞山，越過對面行車線與九巴的肇事巴士迎頭相撞，救護車內的氧氣樽受震盪下隨即爆炸著火並波及肇事巴士，兩車被焚毀，事件造成4死29傷，死者都是救護車內的救護員及病人，只有一位救護員因被拋出車外而脫險，而肇事巴士亦因而宣告退役。 |
| 1981年 11月24日                | G58                            | CB5135                         | 九巴45號線                       | 肇事巴士於下午5時30分於何文田佛光街和忠孝街交界衝落地盤，造成66人受傷。 |
| 1982年 10月12日                | 待查                           | CV49X7                         | 九巴48號線                       | 肇事巴士於上午6時29分於沙田獅子山隧道公路和大埔公路交界翻側，造成9人受傷。 |
| 1982年 11月14日                | G440                           | CV4933                         | 九巴60M號線往屯門方向            | 肇事巴士沿屯門公路往屯門方向行駛，至小欖附近撞山翻側，全車幾乎墮下青山公路，司機及錢箱亦被拋出車外。事件造成一名乘客死亡，109人受傷，這次意外是香港傷亡人數最多的涉及單一車輛交通意外。肇事巴士事後於1983年6月除牌。 |
| 1985年 2月2日                  | G208                           | CG9771                         | 九巴82M號線                      | 肇事巴士從獅子山隧道公路右轉入大涌橋路近乙明邨翻側，63人受傷。 |
| 1985年 4月10日                 | G224                           | CH3299                         | 九巴72號線                       | 肇事巴士於大埔道近郝德傑道撞山翻側，此事故是勝利二型第一次向右翻側，37人受傷。此車於1996年2月29日行走73號線，在大窩西支路再發生交通意外。 |
| 1986年 11月5日                 | G470                           | CW4123                         | 九巴61A號線往元朗方向            | 肇事巴士在石排頭路與鳴琴路交界翻側，造成3名乘客、1名路經的男子及1名路經的男童死亡，另有58人受傷。勝利二型因該宗有5人喪生的車禍，登上各大報章的頭版，加上先前的翻車意外，引發大眾對該款車型安全性的關注。車禍發生後兩天（11月7日），時任九巴工程部經理潘強先生駕駛另一輛勝利二型（車隊編號G489）在事發現場試車重組案情。九巴總經理雷覺坤和運輸司高禮和則表示，勝利二型巴士性能良好，符合運輸署所定出的翻側測試要求，是次意外跟巴士結構是否有關就未能肯定。 |
| 1986年 12月22日                | G387                           | CS8241                         | 九巴59A號線                      | 肇事巴士在葵涌道及葵安路交界與一輛正接載病人的救護車相撞，因延誤救援時間，導致救護車內病人失救不治。 |
| 1990年 3月17日                 | LV21                           | CG5740                         | 中巴94號線                       | 肇事巴士駛至鴨脷洲大橋往香港仔方向出口與由藝人林文龍所駕駛的一輛私家車相撞後撞壆翻側，18人受傷，成為中巴唯一一宗涉及勝利二型的翻車意外。其特別之處是該車是第二宗向右翻側，而其他事故中翻側的勝利二型是向左翻側。 |
| 1991年 10月9日                 | G473                           | CW2668                         | 九巴43X號線                      | 肇事巴士於荃灣碼頭（現荃灣綜合運輸大樓）準備轉入車坑時翻車，10人受傷。該車是第三宗向右翻側，而其他事故中翻側的勝利二型是向左翻側。 |
| 1992年 11月28日                | G344                           | CN4704                         | 九巴70號線                       | 一輛本田Accord私家車於獅子山隧道沙田入口爬頭時，與肇事巴士及一輛行駛九巴80號線的利蘭奧林比安（3BL156/DJ3134）相撞，造成3死5傷。 |
| 1993年 6月16日                 | G273                           | CK5591                         | 九巴32B號線                      | 肇事巴士於荃灣象山邨巴士總站落客時遇上山泥傾瀉，大量沙泥湧入巴士，事件造成1死5傷。 |
| 1993年 7月25日                 | G305                           | CM2157                         | 九巴69M號線往天瑞邨方向          | 肇事巴士在洪天路與屏廈路交界疑因轉彎過急翻側，造成車上40人受傷。而肇事巴士亦是最後一輛發生翻車意外的勝利二型巴士。事後該車不獲修復而退役。 |
| 1996年 12月27日                | LV10 LV57                      | CF6108 CJ9843                  | （收車期間）                     | 兩輛中巴的勝利二型於當天凌晨停泊於舊石排灣總站（現址為扶康會康復中心）收車期間，懷疑遭縱火焚毀。兩輛肇事巴士事後退役。 |
| 1998年 2月28日                 | LV35                           | CH8791                         | 中巴66線                         | 肇事中巴於馬坑邨與一輛行走16M線的豐田Coaster方頭小巴相撞，造成1死18人受傷。事後該車不獲修復而退役。 |

## 沒落

### 在1990年代顯得落伍
從現今的角度看，勝利二型有多項缺點，包括車廂地台過高、通道狹窄、引擎嘈吵、駕駛室溫度高和懸掛系統差勁等，舒適性與1980年代開始大量引進的利蘭奧林匹克和丹尼士巨龍等第二代後置引擎巴士已有明顯落差，載客量因為車頭的大部分空間需要安置引擎，下層可提供的座位較少，也因為設計已顯得落伍，沒有開發三車軸的加長版。1990年代起香港空調巴士普及化，1990年代中期起陸續引入可供輪椅上落的低地台巴士，勝利二型更成為過時落後的象徵。
勝利二型的重心較高，懸掛系統的避震效能雖然略優於同期的丹尼士喝采型，但這副比較柔軟的避震，亦使勝利二型在過彎時車身擺動的傾斜幅度較大，一旦遭遇交通意外，較容易發生整輛巴士翻側，九巴的勝利二型便有十多宗涉及翻車的事故，若以單一車型在車禍中的翻車次數，勝利二型稱得上登上在交通意外中翻車次數的世界紀錄，而在1986年11月5日在屯門石排頭路發生的翻車事故中，共有5人死亡，更使得勝利二型「身敗名裂」，讓公眾對勝利二型留下不安全的壞印象。

### 九龍巴士
九龍巴士於1980年代後期引入的第二代後置引擎巴士以康明斯L10-B245/282渦輪增壓引擎作為動力心臟後，勝利二型的吉拿6LXB傳統吸氣引擎相形之下顯得落伍和乏力，在1990年代已全數撤出行走高速公路的路線。九龍巴士第一輛退役的勝利二型是G94（車牌CC5478），於1981年8月23日因為在屯門公路與救護車相撞後被焚毀，隨即除牌，服役期只有一年半（1980年1月4日出牌）。而首輛非意外而退役的勝利二型是G92（車牌CC5179），於1985年5月被改裝成訓練車。九龍巴士於1980年代開始引進更多新式的後置引擎巴士，勝利二型在九龍巴士車隊的重要性減低，之後被調往行走新界鄉郊地區、一些客量低或不適合三軸巴士行走的路線。踏入1990年代，九龍巴士開始有計劃地淘汰勝利二型，少部份車輛在未滿14年車齡已告退役，及後因屯門公路巴士專線計劃實施，令大量勝利二型巴士被調離行經屯門公路的路線，加上陸續有新空調巴士加入，這些被換出的勝利二型除了少部份被調離屯門廠外，其馀大多投閒置散，九龍巴士故此決定加速淘汰勝利二型，大批於1981-1983年間投入服務的「大銀幕」版勝利二型，在1995-1997年間年屆14年車齡之時，不再進行原定的COF大修，提早退役。其餘1981年前投入服務，在1994年之前已進行14年COF大修的勝利二型，大部份則按計劃在服役滿17年時退役，其中29輛獲保留下來的勝利二型，都如G92般被改作訓練巴士。九龍巴士最後一輛勝利二型並於1998年3月31日退出服務，而訓練巴士亦於1998至1999年間全數退役。

### 中華巴士/新世界第一巴士
因為香港島的道路彎多路窄，勝利二型的設計很適合在港島區服務，加上中華巴士的勝利二型採用舊式內膽輪胎，行車時比九龍巴士採用無內膽輪胎（又稱原子胎）的勝利二型更穩定，而且尾軸使用比九龍巴士更大比例的尾牙，以應付港島區的山路，因此中華巴士勝利二型在車隊中一直受到重用。中華巴士即使於1990年代初期積極地購入更多空調巴士，但由於很多路線仍未適合這些大型三軸巴士行走，直至1990年代中期，中華巴士仍然沒有大規模淘汰勝利二型。中華巴士已於1998年失去專營權，同年9月1日將車隊轉售給新世界第一巴士時，仍有163輛勝利二型（損失的4輛都是因為火災—LV7、LV10、LV57，或交通意外—LV35—而需要退役）。新世界第一巴士在積極建立新形象下，勝利二型便成為新世界第一巴士接手專營權後首個被淘汰的對象，只有少數勝利二型可以過渡千禧年，在新車抵港前繼續行駛客量較不穩定但要攀登大斜路的路線。
隨著新世界第一巴士引進了短車身的丹尼士三叉戟後，新世界第一巴士決定淘汰所剩下的勝利二型。新世界第一巴士特別在LV30（CH5001）車身上塗上「勝利廿載，光榮引退」的塗裝，並於2000年8月31日為勝利二型舉辦告別儀式，最後兩輛服役的勝利二型LV24（CH1603），LV33（CH6982）亦分別於同日深夜完成95號線及81號線的尾班車後退出服務，象徵勝利二型長達21年在香港的客運服務生涯正式劃上句號。
LV30退役後曾經一度由新世界第一巴士保存，後來因香港的巴士博物館計劃告吹，在2006年LV30連同一批原被保存的前中巴巴士及工程車一併出售，隨後被巴士迷購入保存。另外LV2、LV158在新世界第一巴士大規模出售時被買家購入收藏，而新世界第一巴士亦於1999年將LV36（車牌號碼CH9399）捐贈予英國蘇格蘭的巴士博物館收藏。
新世界第一巴士在勝利二型全數退役後不久，把LV24（CH1603）改裝為單層巴士，為勝利二型尋找買家。但新巴的如意算盤未能打響，最終餘下的90多輛勝利二型在2002年中被招標出售，分別被位於錦田及河上鄉兩家五金公司瓜分。新世界第一巴士被改裝為單層巴士的LV24一度被保留，但最終於2007年7月初被拆毀。

### 新大嶼山巴士
至於新大嶼山巴士的勝利二型，由於在地勢險要的大嶼山受盡限制，尤其是不能服務假日期間客量驚人的梅窩至東涌、昂坪等路線，長期只能活躍於嶼南路一帶，令巴士空有高載客量卻不能盡展所長。再加上1992年冠忠巴士收購了嶼巴後，每逢週末週日都以汽車渡輪運送旅遊巴士到大嶼山支援客量大的旅遊路線（當年青嶼幹線尚未落成，因此巴士只能以水路前往大嶼山），加速了勝利二型在大嶼山退下來的日子，而勝利二型亦陸續由五十鈴單層巴士取代。1993年，新大嶼山巴士已有意放棄旗下的15輛勝利二型，因此嶼巴便將其中10輛勝利二型轉讓給剛投得原中華巴士的26條巴士線的城巴，而餘下來的5輛在嶼巴服役至1995年後，一直待在梅窩車廠，直至2001年全數拆解。

### 城巴
勝利二型在城巴車隊只是一個過客，其引入只為解決城巴於1993年投得中華巴士路線後車源短缺的問題。勝利二型的設計並非按照城巴的標準，加上沒有空調設備，不符合城巴取得巴士專營權後要建立的新形象，因此早於1994年城巴已將勝利二型退出第一線。不過，城巴於1995年再投得中華巴士的14條巴士路線，車源再度緊張，部份勝利二型需要復出。
城巴於1995年至1997年間，挑選了5輛勝利二型巴士改變其用途：
1輛於1995年改為鋸樹車（36，CN2611），車輛牌照登記類別更改為私家巴士。36最後因應政府強制淘汰歐盟四期前的商用車輛於2015年1月下旬招標出售，並於1月26日正式除牌退役，成為全香港最後一輛退役的勝利二型，為勝利二型長達36年服務各家巴士公司生涯正式劃上句號。
36在退役後被保留九龍巴士G304的團隊購入並拆卸，拆出的零件被用作修復G304之用。
1輛於1996年改為訓練巴士（37，CY3749），一直使用至1999年退役。
3輛成為工程車（前38—CN9992→GU9585、前44—CY3089→HF2787、前45→CY857）。
這些由勝利二型改造而成的工程車，亦成為全港首批配備全自動波箱的工程車。
後來由於新世界第一巴士的母公司新創建於2003年收購了城巴，為更有效利用資源及方便日常營運，兩公司的後勤車隊被合併及編配車隊編號，GU9585編為05，CY857編為10。
HF2787率先在2002年退役，而10-CY857和05-GU9585已先後於2008年初及下旬退役並出售。城巴淘汰勝利二型工程車後出現的空缺，由新世界第一巴士購入兩輛排放達歐盟4期規格的五十鈴工程車填補，車隊編號及車牌均被重用於這兩輛新工程車上。
05-GU9585在2008年退役後在香港被私人保留達10年，直至2018年12月被運往英國，在2024年成功在英國通過驗車，並領取英國牌照ESG151W。

## 特殊用途
退役的勝利二型除了留在巴士公司作一般駕駛訓練及改裝成各式各樣的工程車外，亦有被道路管理公司購入作意外拯救訓練用途。
交通基建管理有限公司在1997年向九巴購入G97（CC5426）作訓練教材之用，G490（CW9345）後來被拆去車頂及改建上層作為隧道維修之用。兩車已先後被出售，G490停用後於2010年離開。而G97於2020年5月28日被替換，由一輛丹尼士三叉戟十二米巴士（前九巴ATR251-JS6529）取代，G97於同日被拖走，自始以後再沒有勝利二型巴士於任何道路管理公司作訓練用途。
大欖隧道亦在1998年向九巴購入G304（CL2908）作訓練教材之用。大㰖隧道管理公司在2015年10月購入一輛丹尼士巨龍十一米巴士以更新事故訓練教材，而G304同時出售，隨後被一班巴士迷購入，據悉現正進行修復工程。
Wilson parking曾經在1999年向新巴買入LV49（CJ5514）作訓練教材之用，但使用率低，長期放置在機場航膳區的停車場內，最後於2002年售予五金公司拆毀。
而愉景灣隧道公司也在2000年從新巴購入LV140（CR2820）作訓練教材之用，但同樣在低使用率下，在2005年出售予五金公司拆毀。
在九巴青衣廠內有2輛勝利二型作貨倉之用（G417/G470），其中一部巴士（G470）於2017年4月招標出售後，已於2017年5月4日被拖離車廠。
另外，當中巴的LV10在一次火災中燒毀了車身後，中巴有意將這輛底盤未有損壞的巴士改裝為工程車。於是該巴士在柴灣車廠拆除了車身，底盤被截短。正當改裝工程進展順利時，中巴卻在1998年2月失去了專營權，同年9月1日生效。於是LV10的改裝工程被迫腰斬，這輛底盤後來捐贈給香港專業教育學院作教材之用，供該校學生了解重型柴油車的結構。

## 趣聞
- 勝利二型在行內被稱為「雞車」，因為其前懸掛系統設定較軟，每當車長加速或制動時車頭動態好像雞啄食飼料一樣，因而得名。其響亮的引擎聲，尤其是車輛起步及煞停時的聲響也被部份巴士迷甚至車長認為可堪比雞啼；另有說法是來自勝利二型的前身—「佳牌勝利J型」—「佳牌」的英文「GUY」的諧音，其生產線是位於佳牌設於英格蘭胡弗咸頓的廠房。在中巴司機內部的稱呼則是「高腳雞」。
- 不過，勝利J型並沒有被賦予「雞」的稱號，在九巴車長之間，都稱呼勝利J型為「非洲牛」。
- 勝利二型跟其前身「佳牌勝利J型」並沒有甚麼直屬關係，嚴格的說，勝利二型只是参照勝利J型改良而成。可是九巴在給予車隊編號時，勝利二型卻是繼承了四部勝利J型的編號「G」，所以，第一部勝利二型的編號是「G5」；至於中巴的首輛勝利二型LV1，於投入服務初年，在水箱入水口的位置對上甚至鑲有代表佳牌車廠的「紅蕃頭」廠徽。另外在勝利二型的駕駛室中，可以發現其油門上刻有疑似代表「佳牌」的「G」字字樣。
- 當初利蘭原本準備為新車命名為利蘭勝利三型，因為同廠早已有另一單層巴士產品命名為勝利二型，當中新加坡巴士是其用家之一，但最終利蘭為新巴士命名為「勝利二型．第二系列」。
- 勝利二型是首款以利蘭名字生產，卻不是配備利蘭自家引擎的雙層巴士產品，也是唯一一款全線也沒有選配利蘭引擎的利蘭巴士型號。

## 相似車型
- 丹尼士喝采型
- 艾莎富豪B55

## 外部連結
- 勝利二型相集（九巴） （页面存档备份，存于）
- 勝利二型相集（中巴） （页面存档备份，存于）
- 勝利二型相集（嶼巴） （页面存档备份，存于）
- 勝利二型相集（城巴） （页面存档备份，存于）
- 勝利二型相集（新巴） （页面存档备份，存于）
- 利蘭勝利二型（北嶺國際有限公司出版） （页面存档备份，存于）
- 香港巴士款式系列-勝利二型（BSI香港公司出版） （页面存档备份，存于）
- 利蘭泰坦・亞特蘭大・勝利2型（新尚線出版公司出版）
- 職業巴士迷，長訊月刊
- 小尼愛上巴．擁有它 （页面存档备份，存于），東方日報，2011年7月22日
- 香港巴士大典上的相关条目：利蘭勝利二型